# Grande (Allemagne)
Pour les articles homonymes, voir Grande.
Grande est une commune allemande du Schleswig-Holstein, située dans l'arrondissement de Stormarn (Kreis Stormarn), à douze kilomètres au nord-est de la ville de Reinbek. Grande fait partie de l'Amt Trittau qui regroupe dix communes autour de Trittau.